# Potamot perfolié
Potamogeton perfoliatus
Espèce
Classification phylogénétique
Statut de conservation UICN

 LC  : Préoccupation mineure
Le Potamot perfolié ou Potamot à feuilles perfoliées (Potamogeton perfoliatus) est une plante aquatique de la famille des Potamogétonacées.

## Description

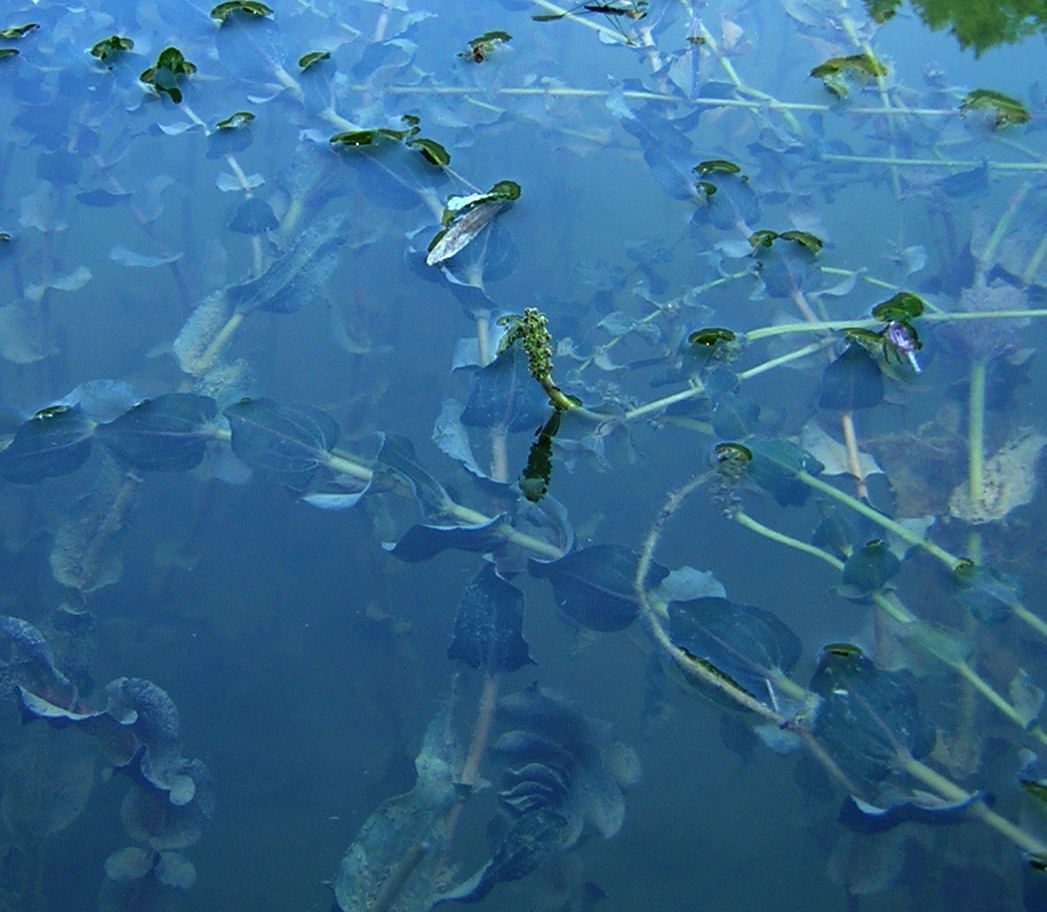
Potamot perfolié

### Caractéristiques
Organes reproducteurs
- Couleur dominante des fleurs : vert
- Période de floraison : juillet-octobre
- Inflorescence : épi simple
- Sexualité : hermaphrodite
- Pollinisation : anémogame

Graine
- Fruit : akène
- Dissémination : hydrochore

Habitat et répartition
- Habitat type : herbiers vivaces enracinés dulcaquicoles européens, des eaux profondes, eutrophiles à oligotrophiles, planitiaire à collinéen
- Aire de répartition : circumboréal

Données d'après : Julve, Ph., 1998 ff. - Baseflor. Index botanique, écologique et chorologique de la flore de France. Version : 23 avril 2004.